# Rosemary Kennedy
Rose Marie Kennedy, conocida como Rosemary Kennedy (13 de septiembre de 1918-7 de enero de 2005), fue la segunda descendiente y la primera hija del matrimonio formado por Joseph Patrick Kennedy y Rose Elizabeth Kennedy. A la edad de 23 años fue sometida a una lobotomía que la dejó incapacitada de por vida.

## Nacimiento y diagnóstico
Rosemary era la hija mayor del clan Kennedy y hermana de John F. Kennedy. Según su padre, al nacer se le diagnosticó un retraso mental leve, provocado por complicaciones en el parto, y estaba sujeta a continuos cambios de humor (ataques incontrolables de ira). A pesar de todo, era una joven muy atractiva y atrevida que amaba las fiestas y la vida social.[cita requerida]

## Tratamiento

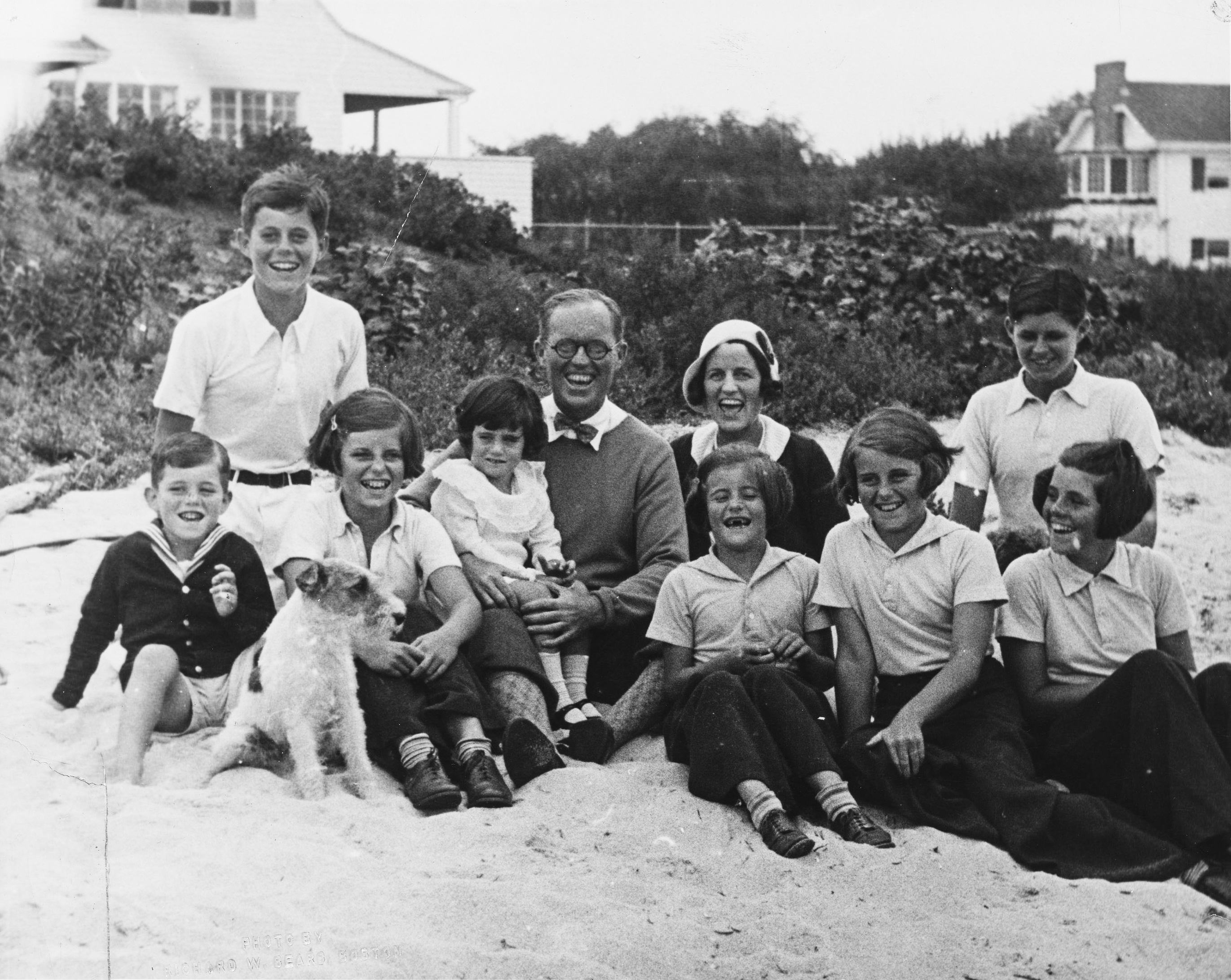
La familia Kennedy en Hyannis Port, el 4 de septiembre de 1931. De izquierda a derecha: detrás del perro Buddy, Robert Kenedy, John F. Kennedy, Eunice Kennedy, Jean Kennedy en el regazo de Joseph P. Kennedy Sr., Rose F. Kennedy detrás de Patricia Kennedy, Kathleen Kennedy, Joseph P. Kennedy Jr. detrás de Rosemary Kennedy. Edward Kennedy aún no había nacido.

A principios de 1940, la lobotomía se consideraba una técnica revolucionaria para el tratamiento de los trastornos psiquiátricos. Su padre, preocupado por las consecuencias que podría tener la actitud de Rosemary sobre la carrera política de John F. Kennedy, sobre todo por la posibilidad de que Rosemary quedara embarazada durante una noche de copas, estaba convencido de que la lobotomía aumentaría el cociente intelectual de Rosemary al nivel de sus hermanos, pero la intervención llevada a cabo por el doctor Walter Freeman no produjo los efectos deseados, y se quedó con la edad mental de un niño de dos años, "totalmente discapacitada, no podía caminar", presentaba torpeza al hablar y tenía incontinencia. Rosemary contaba entonces con 23 años. Fue ingresada por primera vez en Craig  House, un hospital psiquiátrico privado situado una hora al norte de Nueva York, donde permanecería hasta 1949. A partir de esta fecha fue trasladada a St. Coletta, en Jefferson, Wisconsin. Su padre nunca volvió a verla a partir de ese momento, según el libro Rosemary: The Hidden Kennedy Daughter, de Kate Larson.

## Revelación ante la opinión pública
Ante la opinión pública, la familia la describía como una persona con discapacidad mental, y ninguno de los hermanos de Rosemary supo su situación real sino hasta que en 1961 la madre del clan reveló lo ocurrido, y fue entonces cuando la familia volvió a verla. Rosemary viajó incluso con su familia a la Florida, a Washington D. C. y a la casa familiar de Cape Cod.

## Fallecimiento
Murió por causas naturales a la edad de 86 años en el Fort Memorial Hospital de Nueva York, acompañada por sus hermanos Ted Kennedy, Jean Kennedy Smith, Eunice y Patricia. De los hijos de la familia, fue el suyo el quinto fallecimiento y también el primero debido a causas naturales. Descansa en el cementerio de Brookline Holyhood.[cita requerida]